# Krupp (Washington)
Krupp è una città della contea di Grant nel Washington. La popolazione era di 60 unità al censimento del 2000.
Anche se legalmente costituita come Krupp, la città è più comunemente nota come Marlin, che è il nome del suo ufficio postale (lì le elezioni si svolgono sotto il nome di Marlin).

## Storia
Krupp fu fondata il 7 gennaio 1911.
Il nome del l'ufficio postale è stato cambiato da Krupp a Marlin durante la prima guerra mondiale al fine di evitare le associazioni negative con una grande industria ben nota di munizioni in Germania.